# Tropiduchus iphis
Tropiduchus iphis är en insektsart som beskrevs av Ronald Gordon Fennah 1957. Tropiduchus iphis ingår i släktet Tropiduchus och familjen Tropiduchidae. Inga underarter finns listade i Catalogue of Life.